# Джеррах Мехмед-паша
Джерра́х Мехме́д-паша́ (тур. Cerrah Mehmed Paşa; ? — 1604) — великий визирь Османской империи. Фаворит султана Мурада III, лично проводивший сюннет (обрезание) сына Мурада — будущего султана Мехмеда III.

## Происхождение
В османских источниках нет данных о национальности или месте рождения Мехмеда-паши. Джанфранко Морозини писал в донесении о нём: «славонской национальности» («di nazion schiavone»). Паоло Контарини писал, не высказывая никакого сомнения, что он «племянник/внук мясника Мустафы» («nipote dello scorticatore Mustafa») — так венецианцы называли Лала Мустафу-пашу после его расправы над защитниками Фамагусты.
Так же нет сведений о дате его рождения, как и у большинства детей, попавших в Эндерун. Оценки современниками его возраста весьма приблизительны: по словам одного в 1585 году на вид ему было «около 35 лет», по словам другого в 1594 году это был «мужчина 60-ти лет».

## Карьера
Образование получил в Эндеруне. Видимо Мурад III был к нему расположен, поскольку в 1574 году Мехмед-паша получил назначение на должность чухадар-и-шехрияри, предполагающую доверительное отношение султана. Маттео Зейн прямо писал в 1594 году, что Мехмед-паша «находится среди фаворитов и доверенных лиц» султана.
Был агой янычар, в 1579 году стал бейлербеем. В 1581 году получил пост бейлербея Румелии, а в марте 1582 года стал четвёртым визирем. 7 июля 1582 года ему было доверено проведение публичного обряда сюннет (sünnet — обрезание) над сыном султана Мурада III шехзаде Мехмедом, что послужило причиной тому, что он получил прозвище «Джеррах» (Cerrah — хирург).
В 1584 стал третьим визирем, а в 1585 году получил пост второго визиря. Став султаном, Мехмед III не забыл про Джеррах Мехмеда-пашу и в 1598 году назначил его своим великим визирем.
Возможно, что истоки благоволения Мехмеда III (и его сына Ахмеда I) к Джерраху Мехмеду лежат не столько в воспоминаниях об обрезании, сколько в подарке, который Джеррах Мехмед сделал в 1582/83 году тогда ещё шехзаде Мехмеду, уезжавшему в санджак. Этим подарком была красивая боснийская рабыня — Хандан-султан, мать Ахмеда I. Об этом писал в 1604 году байло Франческо Контарини в своём донесении. Для третьего визиря это был бы слишком смелый подарок, однако женой Мехмеда-паши была Гевхерхан-султан, сестра Мурада и тётка Мехмеда.
Свидетельством того, что это не было забыто ни Мехмедом, ни самой Хандан-султан, является то, что Мехмед-паша занимал пост великого визиря с апреля 1598 по январь 1599 года. Ушёл в отставку из-за болезни — подагры.
После смерти Мехмеда III в декабре 1603 года его сын и преемник Ахмед I с матерью собрались выразить свою благодарность Гевхерхан-султан и Джерраху-паше: «Он послал тысячу цехинов и соболиный халат с множеством других подарков в знак благоволения султане, жене паши, поскольку в ней был исток удачи и величия, в котором в настоящее время он оказался». Поскольку Ахмеду не было четырнадцати лет, эти подарки были свидетельством благоволения его матери валиде Хандан-султан.
Согласно донесению Франческо Контарини, написанному 17 января 1604 года, за неделю до этого Джеррах Мехмед-паша скончался. Дату смерти исходя из этого донесения можно оценить как 10 января 1604 года.
Похоронен в тюрбе при построенной по его заказу мечети.

## Второй визират
Мнения по поводу того, был ли Джеррах-паша второй раз вторым визирем разнятся. Согласно Сюрейе, в феврале 1604 года он второй раз занял пост великого визиря, на котором пробыл 5-6 месяцев, и скончался 28 декабря 1604 года. Неясно, на какие первоисточники опирается это утверждение.
По другой версии, после того, как последний великий визирь Мехмеда III, Йемишчи Хасан Паша, был смещён и казнён в начале октября 1603 года, новый великий визирь назначен не был. Отставной великий визирь Джеррах Мехмед-паша был вызван назад исполнять обязанности великого визиря. Однако ухудшающееся здоровье Мехмеда-паши помешало ему посещать диван, и должность 13 ноября 1603 года была занята другим визирем. То есть, исполняющим обязанности великого визиря Джеррах-паша был около месяца.

## Семья
Был женат на дочери Селима II, вдове Пиале-паши Гевхерхан-султан. Алдерсон датирует второе замужество Гевхерхан 1578 годом; Пирс считает, что свадьба была в том же году, что и обрезание, то есть в 1582. В Исламской энциклопедии указан 1578 год.
Османские источники не содержат сведений о детях от этого брака.
Джеррах Мехмед-паша имел двоих сыновей от неизвестной жены или наложницы — Пири-бея и Осман-бея, похороненных вместе с ним. Кроме того, у него была дочь, свадьбу которой он праздновал, будучи в первый раз великим везирем.

## Память
- район Джеррахпаша[тур.]
- Медицинский факультет Джеррахпаша[тур.], Стамбульский медицинский факультет[тур.]
- Мечеть Джерраха-паши[тур.]

## Комментарии
1. ↑  çuhadar-ı şehriyârî — офицер, исполняющий обязанности личного слуги, брадобрея, дворецкого, денщика у султана.
2. ↑  «La presente Regina è di natione Bossinese, fu prima schiava di Mehemet Girà quando era Begleirbei della Grecia et poi donata per la sua gran bellezza a Sultan Mehemet quando andò al Sanzaccato di Amasia»
3. ↑  «[…] però essendo ella ricordevole di questo ha mandato a donare in segno di benivolentia mille cechini, et una veste di zebelini alla sultana moglie del prefato Bassà con molte offerte, come a quella che è stata origine della sua buona fortuna et della grandezza nella quale [al presente] si ritrova.»
4. ↑  «Non ha potuto esso Girà far più resistenza al male, che già alquanti mesi lo travagliava, essendo morto la settimana passata.
5. ↑  Паоло Контарини в 1583: «имеет женою сестру Своего Господина, которая была женою Пиале-паши» («Ha per moglie una sorella di Sua Maestà, che fu moglie di Piali bassa»)[3]
6. ↑  Джанфранко Морозини в 1585: «ha per moglie una sorella del Gran Signore che fu già prima maritala in Piali bassa»[2]
7. ↑  Маттео Зане в 1594: «Mehemet bassa ha per moglie una sorella del re, che fu prima di Piali bassa»[5].
8. ↑  Согласно Алдерсону, вторым супругом Гевхерхан был некий Мехмед-паша, а Джеррах Мехмед-паша был женат на дочери Селима, имени которой не указывается[17].
9. ↑  «Les noces de Sinan et celles que le grand-vizir Djerrah Mohammed célébra pour le mariage de sa fille, et la circoncision de ses fils, furent des fêtes populaires».